# ادواردو خیمنو
ادواردو خیمنو (اسپانیایی: Eduardo Jimeno‎؛ ۲۲ فوریهٔ ۱۸۷۰ – ۳۰ اکتبر ۱۹۴۷) عکاس، کارگردان فیلم و فیلم‌بردار اهل اسپانیا بود. از فیلم‌ها یا مجموعه‌های تلویزیونی که وی در آن‌ها نقش داشته‌است می‌توان به خروجی کلیسای ساراگوسا اشاره نمود.

## زندگی‌نامهٔ مختصر
وی فرزند ادواردو خیمنو پرومارتا بود و به عنوان کارمند اداری در شهرداری ساراگوسا فعالیت می‌کرد. بعدها به همراه پدرش یک غرفه‌ی سیار نمایشگاهی خریدند که با آن در اسپانیا، فرانسه و پرتغال سفر کردند و نمایش‌های بصری مانند مناظر پانورامایی و مجسمه‌های مومی به اجرا گذاشتند. در سال ۱۸۹۵، ادواردو خیمنو پرومارتا و پسرش ادواردو خیمنو کوره‌آس به پاریس سفر کردند و دستگاهی به نام وِرنه خریدند که در نهایت مشخص شد کلاه‌برداری بوده است.
در سال ۱۸۹۷، پدرش، ادواردو خیمنو پرومارتا، از بورگوس به لیون سفر کرد و با پرداخت ۲۵۰۰ فرانک یک دستگاه لومیر و چند فیلم خرید. این دستگاه هم به عنوان دوربین فیلم‌برداری و هم به عنوان پروژکتور قابل استفاده بود.
در سپتامبر ۱۸۹۷، ادواردو خیمنو کوره‌آس مکانی در شماره ۲۷ خیابان ایندپندنسیا در ساراگوسا اجاره کرد و نخستین سالن سینمای شهر را افتتاح کرد. نخستین نمایش سینمایی در ۱۴ سپتامبر ۱۸۹۷ برگزار شد. این نمایش‌ها نیم ساعت طول می‌کشید و قیمت بلیت بین ۵۰ سنتیمو تا یک پزتا بود.
در ۱۵ سپتامبر ۱۸۹۷، آگهی زیر را در روزنامه‌ی دیاریو مرکانتیل منتشر کردند:
در خیابان ایندپندنسیا، شماره ۲۷، نمایشی زیبا برای عموم به نمایش گذاشته شده است؛ یعنی عکاسی متحرک با سینماتوگراف، شگفت‌انگیزی واقعی در پایان سده. شخصیت‌های این صحنه‌ها با حرکتی پیوسته و طبیعی جان گرفته‌اند و به تصویر زندگی، کمال بخشیده‌اند. هر نوبت نمایش نیم ساعت طول می‌کشد، با هشت نما، و قیمت بلیت ۵۰ سنتیمو است.
با استفاده از سینماتوگراف لومیر، ادواردو خیمنو کوره‌آس فیلم خروج از مراسم عشای ظهر کلیسای پیلار ساراگوسا را از بالای یک نردبان دوطرفه فیلم‌برداری کرد و فیلم را در آزمایشگاه کوچکی که در مهمانخانه‌ی آلاماس، واقع در خیابان سن پابلو، راه‌اندازی کرده بود، ظاهر کرد. فیلم را در سینمای خودشان نمایش دادند.
طول فیلم ۱۲٫۴۰ متر بود و شامل ۶۵۱ فریم می‌شد. سال‌ها تصور می‌شد که این فیلم در ۱۱ اکتبر ۱۸۹۶ فیلم‌برداری شده است. اما در سال ۱۹۹۶، جون لِتامندی در کتابش نوشت که خیمنو دوربین لومیر را در ژوئیه ۱۸۹۷ خریده، بنابراین فیلم‌برداری باید در اکتبر ۱۸۹۷ انجام شده باشد. خوان کارلوس د لا مادرید و رومان گوبرن نیز تأیید کردند که فیلم مربوط به سال ۱۸۹۷ است.